# Natalija Skakun
Natalija Anatolijiwna Skakun (ukrainisch Наталія Анатоліївна Скакун; * 3. August 1981 in Blagoweschtschenka, Region Altai) ist eine ukrainische Gewichtheberin.

## Karriere
Ihren größten Erfolg feierte Natalija Skakun bei den Olympischen Sommerspielen 2004 in Athen, wo sie in der Gewichtsklasse bis 63 kg die Goldmedaille mit einer Gesamtleistung 242,5 kg erringen konnte. Für die Ukraine gewann sie zudem zwei Gold- und eine Silbermedaille bei der Weltmeisterschaft 2003 in der Gewichtsklasse bis 63 kg, im Stoßen erzielte sie dabei mit 138,0 kg einen Weltrekord.
| Personendaten    | Personendaten                                                          |
| ---------------- | ---------------------------------------------------------------------- |
| NAME             | Skakun, Natalija                                                       |
| ALTERNATIVNAMEN  | Skakun, Natalija Anatoljewna; Скакун, Наталія Анатоліївна (ukrainisch) |
| KURZBESCHREIBUNG | ukrainische Gewichtheberin                                             |
| GEBURTSDATUM     | 3. August 1981                                                         |
| GEBURTSORT       | Blagoweschtschenka, Region Altai                                       |